# Čitluk (gmina Ljubovija)
Čitluk (cyr. Читлук) – wieś w Serbii, w okręgu maczwańskim, w gminie Ljubovija. W 2011 roku liczyła 870 mieszkańców.